# Kotekara
Kotekara è una suddivisione dell'India, classificata come census town, di 14.323 abitanti, situata nel distretto del Kannada Meridionale, nello stato federato del Karnataka. In base al numero di abitanti la città rientra nella classe IV (da 10.000 a 19.999 persone).

## Geografia fisica
La città è situata a 12° 47' 47 N e 74° 52' 28 E.

## Società

### Evoluzione demografica
Al censimento del 2001 la popolazione di Kotekara assommava a 14.323 persone, delle quali 6.822 maschi e 7.501 femmine. I bambini di età inferiore o uguale ai sei anni assommavano a 1.455, dei quali 696 maschi e 759 femmine. Infine, coloro che erano in grado di saper almeno leggere e scrivere erano 11.474, dei quali 5.788 maschi e 5.686 femmine.